# Iphinoe armata
Iphinoe armata är en kräftdjursart som beskrevs av Michel Ledoyer 1965. Iphinoe armata ingår i släktet Iphinoe och familjen Bodotriidae. Inga underarter finns listade i Catalogue of Life.